# Noguerana rodriguezae
Noguerana rodriguezae là một loài bọ cánh cứng trong họ Cerambycidae.